# Csillogó csiga
A csillogó csiga (Oxychilus draparnaudi) Magyarországon is honos, a tüdőscsigákhoz tartozó szárazföldi csigafaj.

## Külső megjelenése
A csigaház kerek és lapos, feltűnően fényes, áttetsző, felül halvány vörösesbarna, szaruszínű, alul kékesfehér. Szélessége 13–15 mm, magassága 6–8 mm. A házat öt vagy hat kanyarulat teszi ki, a legutolsó a szájadék magasságában kb. kétszer szélesebb mint a következő kanyarulat. Köldöke meglehetősen tág. Az állat maga sötéten kékesszürke, teste karcsú. 

## Elterjedése és életmódja

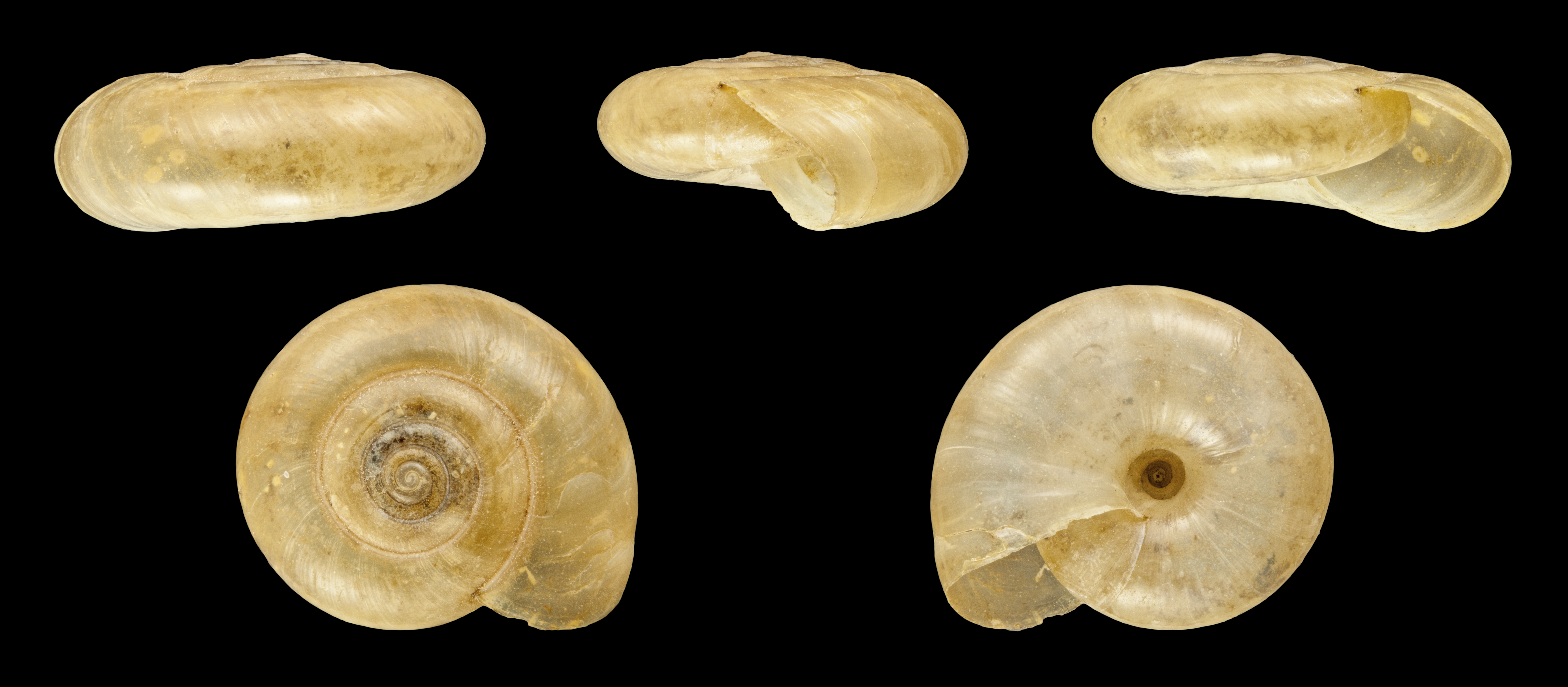

A csillogó csiga eredetileg Közép- és Nyugat-, Délnyugat-Európában élt, de az utóbbi időben elterjedt a Brit-szigeteken és Skandinávia déli részein is. A tengerentúli kereskedelem révén más kontinensekre is behurcolták, ahol (például Új-Zélandon) veszélyeztetheti az őshonos fajokat. Eredetileg erdős dombvidékeken az avarban, sziklaüregekben, sőt barlangokban volt honos, de jól alkalmazkodott az ember által megváltoztatott környezethez és kertekben, üvegházakban, pincékben is előfordul. 1000 méterrel a tengerszint fölött már csak ritkán található meg. Magyarországon a hegységekben és dombvidékeken gyakori.
A csillogó csiga ragadozó, főleg más, akár nála jóval nagyobb csigafajok húsával vagy gilisztákkal táplálkozik, de a ház körül megeszi a kutya- vagy macskaeledelt is. Szaporodási időszaka május és szeptember közé esik, egyszerre 3-15, összesen kb. 30-40 petét rak le, amelyek két héttel később kelnek ki. A kis csigák 8-9 hónap után érik el a felnőttkort, élettartamuk két év.

## Külső hivatkozások
- Fajleírás (angol nyelven) Archiválva 2020. szeptember 28-i dátummal a Wayback Machine-ben